# Chequilla
Chequilla ist ein Ort und eine Gemeinde (municipio) mit 14 Einwohnern (Stand: 2024) im Osten der Provinz Guadalajara in der Autonomen Gemeinschaft Kastilien-La Mancha in Zentralspanien. 

## Lage und Klima
Chequilla liegt im Iberischen Gebirge in einer Höhe von 1355 m. Die Entfernung zur westlich gelegenen Provinzhauptstadt Guadalajara beträgt ca. 74 Kilometer (Fahrtstrecke). Das Klima ist warm und gemäßigt; die jährliche Niederschlagsmenge beträgt 703 mm.

## Bevölkerungsentwicklung
| Jahr      | 1960 | 1970 | 1981 | 1991 | 2001 | 2011 | 2021 |
| Einwohner | 178  | 113  | 37   | 24   | 18   | 14   | 17   |

## Sehenswürdigkeiten

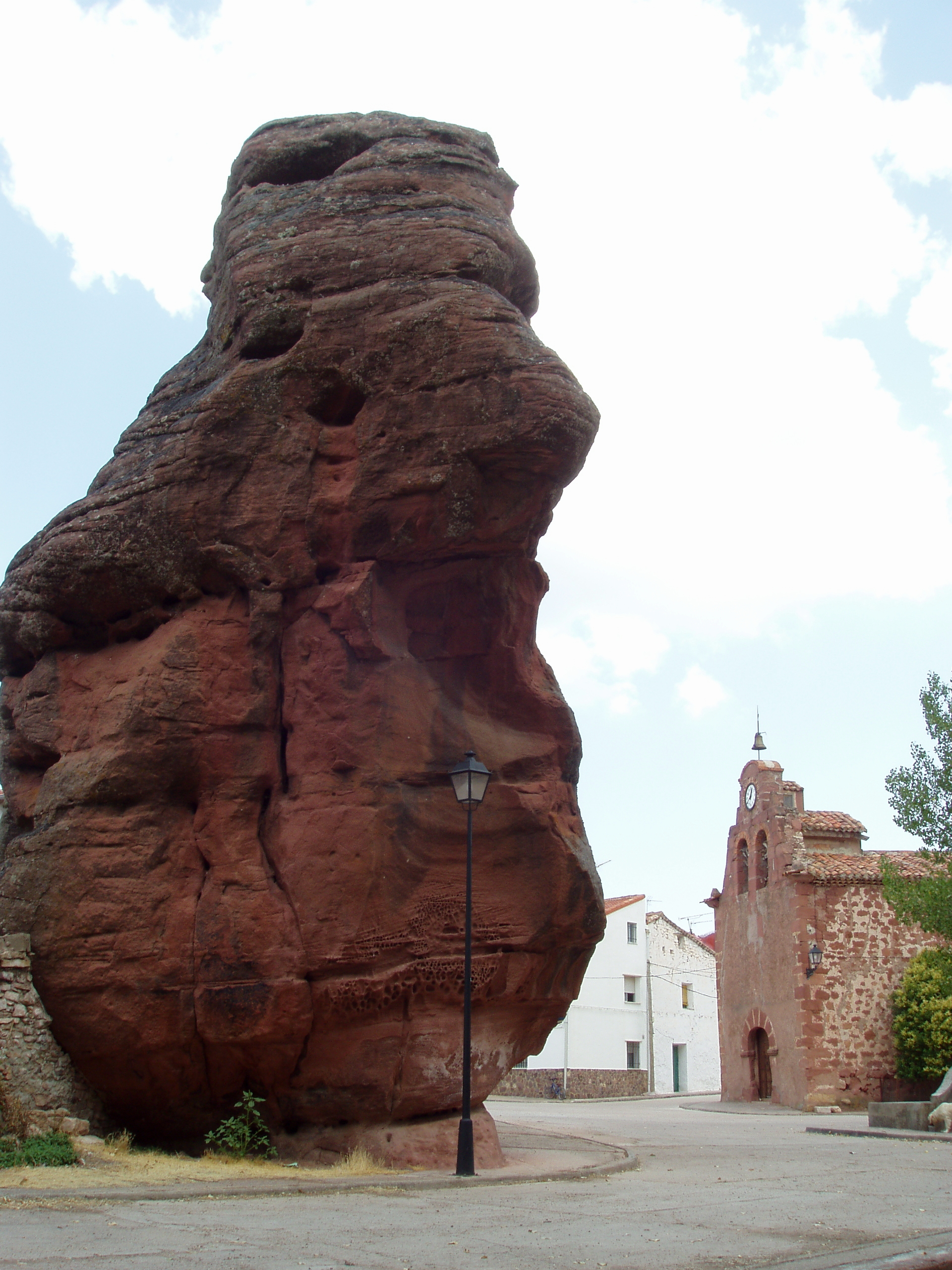
Johannes-der-Täufer-Kirche

- Johannes-der-Täufer-Kirche